# Wacław Fajans
Wacław Maurycy Fajans (ur. 30 czerwca 1884 w Warszawie, zm. 23 marca 1973 w Krakowie) – polski doktor filozofii, ekonomista, bankowiec i działacz gospodarczy żydowskiego pochodzenia. 

## Życiorys
Urodził się jako syn warszawskiego kupca Jakuba (1843–1920) i Doroty Heryng primo voto Giwartowskiej (1846–1916). 
Był pracownikiem Rady Windykacji Strat Wojennych Tymczasowej Rady Stanu. W latach 1918–1920 był naczelnikiem wydziału walutowego Ministerstwa Skarbu. W 1920 roku objął funkcję dyrektora Związku Banków w Polsce, którą pełnił do 1922 roku. W latach 1922–1923 był wiceministrem skarbu. Od 1923 do 1939 roku na stanowisku dyrektora Powszechnego Banku Związkowego S.A. Ponadto członek wielu organizacji gospodarczych, m.in. prezes Związku Banków w Polsce, prezes Giełdy Pieniężnej w Warszawie, członek Rady Banku Polskiego, członek Rady Opiniodawczej przy Komitecie Ekonomicznym Rady Ministrów. Był także delegatem rządu polskiego na liczne konferencje ekonomiczne. W latach 1920–1939 pracował jako wykładowca zagadnień walutowych i kredytowych w Wyższej Szkole Handlowej w Warszawie. Wiceprezes Izby Przemysłowo-Handlowej w Warszawie w 1938 roku. Po II wojnie światowej podjął wykłady z tego zakresu w Akademii Handlowej w Krakowie, później w Wyższej Szkole Ekonomicznej w Krakowie.
Był jednym z najlepszych znawców problematyki walutowej i bankowej w Polsce oraz autorem wielu prac, m.in.: Wahania walutowe w świetle doświadczeń wojny (1917), Finanse Warszawy podczas wojny; Nasza przyszła waluta (1918), Międzynarodowe stosunki finansowe (1969).
Od 26 września 1909 był żonaty z Wandą z Frendzlów, z którą miał syna Józefa (ur. 1911).
Zmarł 23 marca 1973 roku w Krakowie. Pochowany na cmentarzu Rakowickim (kwatera Rb-6-31).

## Ordery i odznaczenia
- Krzyż Komandorski Orderu Odrodzenia Polski (3 maja 1928)[5]
- Złoty Krzyż Zasługi (11 listopada 1937)[6]
- Komandor Orderu Legii Honorowej (Francja)